# Izadchāst
Izadchast (auch Izad Chāst und Yazd-e Khast, persisch ایزدخواست Izadchāst) ist eine Stadt in der iranischen Provinz Fars. Sie liegt im Landkreis Ābādeh.
Der Izadchāst-Komplex liegt ca. 135 km südlich von Isfahan. Er besteht aus der gleichnamigen Festung, einer Karawanserei und einer Brücke aus safawidischer Zeit. Die Struktur der Festung ist von besonderem Interesse, da sie mehrere unterschiedliche architektonische Stilrichtungen vereint, die von der sassanidischen Zeit bis zur Zeit der Kadscharen reichen. Auch ist der Baustil der Festung einzigartig und lässt sich nur in Bezug auf das verwendete Baumaterial mit ähnlichen Bauten in Yazd und Kerman vergleichen. Die Lage auf einem gewachsenen Fels bot dem Bau lange Schutz vor Angriffen. Die Moschee der Stadt war eine sogenannte chahār tāq-Moschee, einem Vorläufer der Kuppel-Moscheen.
Im August 2007 wurde die Stätte für die Liste des UNESCO-Welterbes vorgeschlagen.

## Galerie

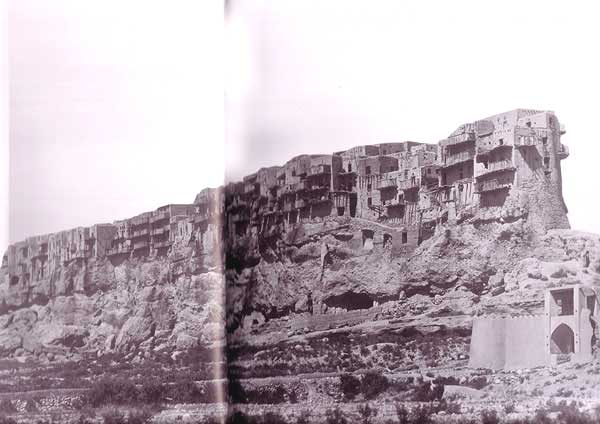
Sassanidische Festung in Yazdchast, historische Aufnahme von Ernst Hoeltzer, 1873
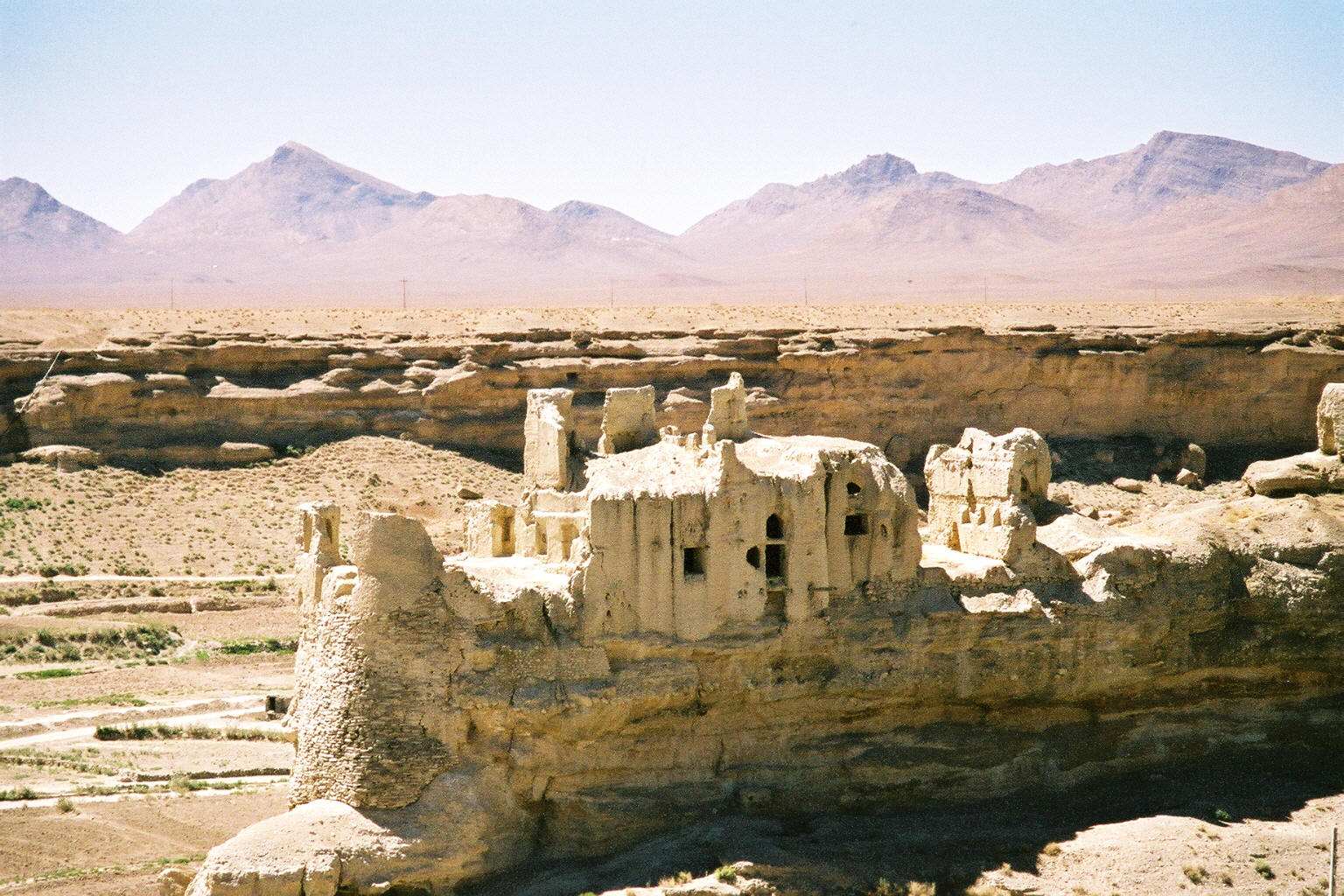
Ruinen der sassanidischen Festung heute